# Vittorio Cuniberti
Vittorio Emilio Cuniberti (Torino, 7 giugno 1854 – Roma, 19 dicembre 1913) è stato un ingegnere navale e militare italiano con il grado di colonnello del genio navale.
Fra i migliori ingegneri navali del suo tempo, è stato, con Benedetto Brin, il maggiore progettista italiano di navi da guerra.
Ad una sua intuizione si deve la creazione del concetto di corazzata monocalibro, che troverà applicazione nella HMS Dreadnought, una delle più famose navi da guerra della storia.
Per la Regia Marina Cuniberti progettò numerosi bastimenti tra cui spicca, nel primo novecento, la classe di corazzate veloci classe Regina Elena, da molti considerate le vere antesignane dell'incrociatore da battaglia.
Introdusse la combustione a nafta nelle caldaie a vapore marine, perfezionò il siluro, migliorò la difesa subacquea delle corazzate, e unificò il calibro dell'armamento principale delle navi da battaglia. Progettò un tipo di corazzata di modesto dislocamento (8.000 tonnellate), armato con cannoni da 203 millimetri, che, con alcune modifiche, fu poi adottato nelle quattro navi della classe Regina Elena, impostate dal 1901 (12.700 tonnellate). Cuniberti progettò corazzate anche per la Marina Imperiale Russa: la classe Gangut di 23.000 tonnellate e velocità di 23 nodi.

## "An ideal Battleship for The British Navy"
Giova premettere che negli anni a cavallo tra l'Ottocento ed il Novecento le navi da battaglia imbarcavano grossi calibri principali (di solito 305 mm) e pezzi detti secondari (di solito 233 mm o meno), oltre a calibri minori (150 mm o meno). A difesa di questa configurazione veniva anche detto che i pezzi secondari, più maneggevoli, andavano utilizzati per inquadrare il bersaglio e trovare così la giusta mira per poter poi utilizzare i grossi calibri. I pezzi secondari erano in realtà inutili contro unità pari classe, troppo deboli per perforare le corazze avversarie, ma comunque estremamente voraci nell'assorbire grandi aliquote di peso a scapito di armi ben più efficaci.
Sollecitato dal ministro della Marina, nel 1893 Cuniberti iniziò a lavorare su un progetto per una nuova nave da battaglia leggera, assolutamente rivoluzionaria le cui caratteristiche erano in netto anticipo sui tempi. Lo studio prevedeva una corazzatura principale da 305 mm, pezzi da 203 mm e macchine a turbina che l'avrebbero resa in grado di raggiungere la velocità di 23 nodi e di conseguire un'autonomia di ben 15.000 miglia a velocità di crociera. La nave non si poté realizzare, ma alcuni dei concetti vennero comunque travasati nella riuscita classe di corazzate veloci classe Regina Elena, anche nota come classe Vittorio Emanuele, dal nome della seconda unità. 
Nonostante la mancata realizzazione piena del suo progetto, le idee che Cuniberti aveva tracciato si erano oramai messe a fuoco definitivamente ed egli le espresse parzialmente in alcuni articoli su riviste italiane e tedesche. La corazzata del futuro non doveva più essere un emporio di cannoni uno diverso dall'altro, quasi tutti inutili alla prova dei fatti come la battaglia di Tsushima dimostrerà, ma doveva piuttosto essere una nave molto veloce, quindi turbine e nafta in luogo di macchine alternative e carbone, protetta quanto bastava e, soprattutto, dotata di un gran numero di pezzi d'artiglieria tutti uguali e tutti del massimo calibro possibile, fatti ovviamente salvi i pezzi minori per la difesa dal naviglio sottile.
Visto che l'Italia non aveva né le finanze né la volontà politica di mettere in cantiere corazzate del nuovo tipo preconizzato da Cuniberti, l'ingegnere venne alla fine autorizzato a rendere pubbliche compiutamente le sue teorie, cosa che avvenne nel 1903 con un articolo, pubblicato sulla famosa rivista Jane's Fighting Ships, dal titolo An ideal Battleship for The British Navy. L'impressione sugli addetti ai lavori fu enorme, anche sul vulcanico Sir John Fisher che già stava cercando simili riposte alle sue pressanti domande sulle future corazzate della Royal Navy. 
Grazie a Cuniberti iniziò un dibattito tra gli esperti delle marine di tutto il mondo, dibattito ancor più infuocato dal varo, nel 1905, della corazzata britannica HMS Dreadnought che sembrerebbe essere stata progettata dall'ingegnere Cuniberti stesso tanto ne seguiva la rivoluzionaria dottrina: dinnanzi alla Dreadnought tutte le navi da battaglia del mondo erano diventate d'un colpo dei ferri vecchi, il Primo Lord dell'Ammiragliato, Sir Winston Churchill, le definì "five minute ships", cioè navi che al confronto balistico sarebbero durate al massimo cinque minuti. Si apriva così la stagione delle corazzate monocalibro che avrebbe accompagnato, con i successivi miglioramenti tecnici, la nave da battaglia fino ai suoi ultimi giorni: il 30 maggio 1916, la battaglia dello Skagerrak (per i tedeschi, dello Jutland per gli inglesi). La seconda guerra mondiale è il canto del cigno per le navi da battaglia.